# Jiřice (Nymburki járás)
Jiřice település Csehországban, a Nymburki járásban. Jiřice Benátky nad Jizerou, Milovice és Předměřice nad Jizerou településekkel határos. Lakosainak száma 325 fő (2024. január 1.).

## Népesség
A település lakosságának változását az alábbi diagram mutatja:
| Lakosok száma | 272  | 334  | 460  | 174  | 166  | 135  | 229  | 239  | 298  | 325  |
|               | 1869 | 1890 | 1921 | 1950 | 1980 | 2001 | 2017 | 2019 | 2022 | 2024 |